# Visszaélés lőfegyverrel vagy lőszerrel

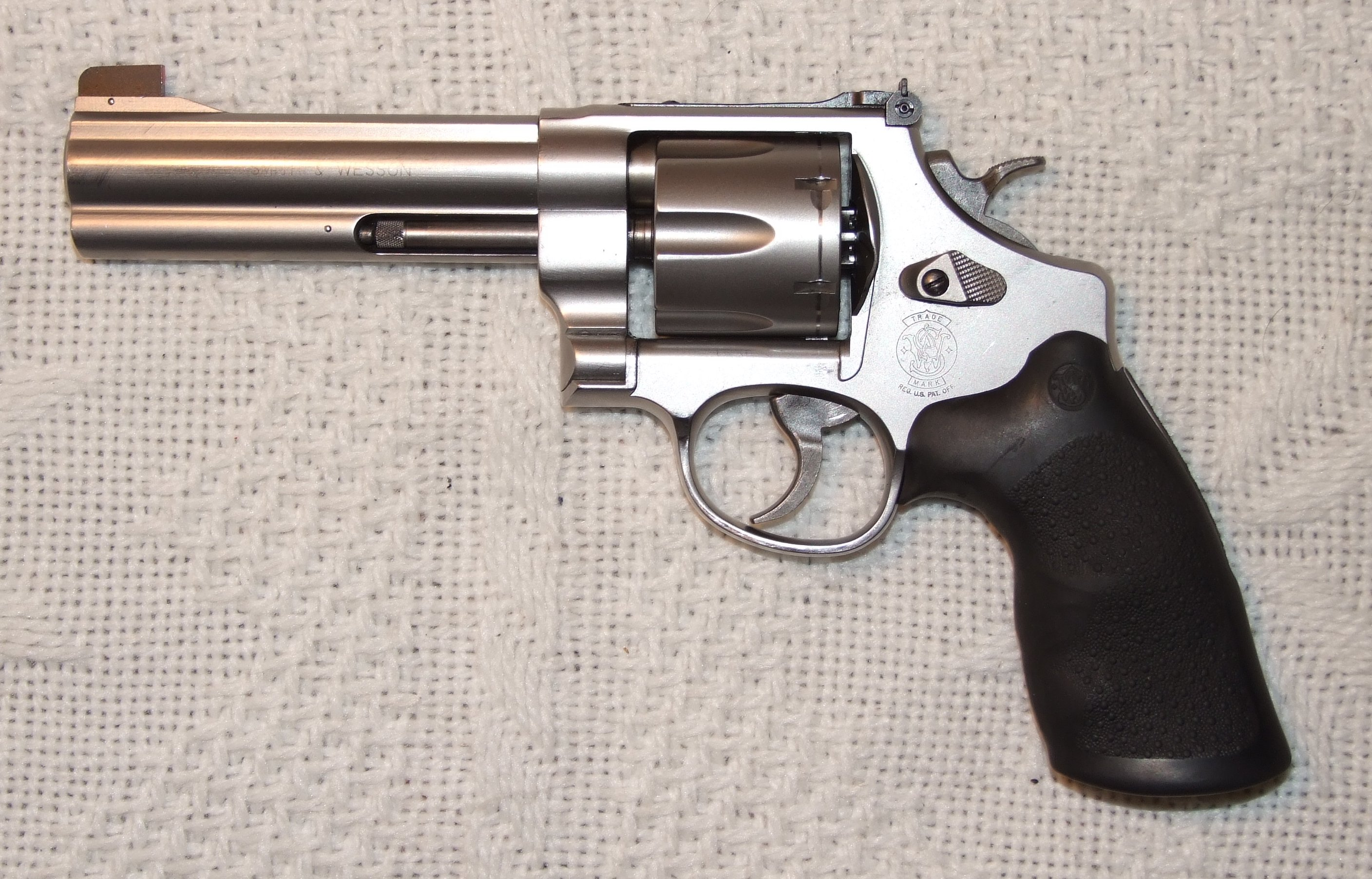
Smith & Wesson 625-ös

A visszaélés lőfegyverrel vagy lőszerrel a közbiztonság elleni bűncselekmények csoportjába tartozik, e bűncselekmény a veszélyes anyagok és eszközök biztonságos forgalmazásához és felhasználásához fűződő társadalmi érdeket védi.

## Magyar szabályozás
Btk. 263/A. §
- (1) Aki
  - a) lőfegyvert vagy lőszert engedély nélkül készít, megszerez, tart vagy forgalomba hoz,
  - b) a lőfegyver vagy lőszer készítésére, megszerzésére, tartására vagy kereskedelmére vonatkozó engedély kereteit túllépi,
  - c) engedéllyel tartott lőfegyverét, lőszerét engedéllyel nem rendelkezőnek átadja, bűntettet követ el, és két évtől nyolc évig terjedő szabadságvesztéssel büntetendő.
- (2) Aki lőfegyvert vagy lőszert engedély nélkül vagy az engedély kereteit túllépve az ország területére behoz, onnan kivisz, vagy azon átszállít, bűntettet követ el, és öt évtől tíz évig terjedő szabadságvesztéssel büntetendő.
- (3) A büntetés az (1) bekezdés esetén öt évtől tíz évig, a (2) bekezdés esetén öt évtől tizenöt évig terjedő szabadságvesztés, ha a bűncselekményt
  - a) üzletszerűen,
  - b) bűnszövetségben követik el.
- (4) Aki
  - a) az engedéllyel tartott kézilőfegyveréhez, vadászlőfegyveréhez vagy sportlőfegyveréhez tartozó, csekély mennyiségű lőszert engedéllyel nem rendelkezőnek átadja,
  - b) vadászlőfegyverhez vagy sportlőfegyverhez tartozó, csekély mennyiségű lőszert engedély nélkül megszerez vagy tart,
  - c) az engedéllyel tartott kézilőfegyverét, vadászlőfegyverét vagy sportlőfegyverét, illetve az ahhoz tartozó lőszert bejelentés nélkül az ország területére behozza, onnan kiviszi, vagy azon átszállítja, bűntett miatt három évig terjedő szabadságvesztéssel büntetendő.
- (5) Aki a (2) bekezdésben meghatározott bűncselekményre irányuló előkészületet követ el, bűntett miatt öt évig terjedő szabadságvesztéssel büntetendő.

### Elkövetési tárgy
A bűncselekmény elkövetési tárgya a lőfegyver – olyan eszköz, melynek csövéből gáz segítségével 7,5 joule-nál nagyobb csőtorkolati energiájú lövedék lőhető ki – és a lőszer – olyan egybeszerelt töltény, amely lövedéket, lőport és gyúelegyet tartalmaz.

### Engedély
Hatósági engedély szükséges lőfegyver és lőszer gyártásához, kereskedelméhez, megszerzéséhez, tartásához, javításhoz, hatástalanításhoz, országba behozatalhoz illetve kiviteléhez. Az engedély kiadására a rendőrség jogosult. Az engedély kiadható szolgálati célból (erdőőr), vadászati célból, sportlövészeti célból, önvédelmi célból. Ez utóbbi célból fegyveres szerv hivatásos állományú tagja, bíró, ügyész, országgyűlési képviselő, kormány tagja, államtitkár, minisztériumi főosztályvezető vagy polgármester kaphat, továbbá az, aki bizonyítja, hogy tevékenysége miatt élete, testi épsége fokozott védelmet igényel.
Részletes szabályokat lásd itt:
- 2004. évi XXIV. törvény a lőfegyverekről és lőszerekről
- 253/2004. (VIII. 31.) Korm. rendelet a fegyverekről és lőszerekről

### Elkövetési magatartás
A bűncselekmény elkövetési magatartásai az engedély nélküli készítés (összeszerelés, gyártási műveletek végzése), megszerzés (birtokbavétel – a kipróbálásra, megtekintésre átvétel azonban nem tartozik ide), tartás (hosszabb idejű birtoklás), forgalomba hozatal (lőfegyver több személy részére történő átadása). A fenti magatartásokra vonatkozó engedély kereteinek túllépése szintén elkövetési magatartása a bűncselekménynek (pl.: önvédelmi célból csak egy darab fegyver tartható, sport célból pedig kettő). A lőfegyver, lőszer engedéllyel nem rendelkezőnek történő átadásával szintén megvalósul a bűncselekmény.

### (4) bekezdés
Külön szabályozza a törvény a kézilőfegyveréhez, vadászlőfegyveréhez vagy sportlőfegyveréhez tartozó csekély mennyiségű lőszerrel való elkövetést. A csekély mennyiség legfeljebb tíz darab lőszert jelent. (Btk 325.§ (6) )